# 耳鳴り (アルバム)
『耳鳴り』（みみなり）は、チャットモンチーのメジャー1枚目のフルアルバム。CDコードはKSCL-1003。2006年7月5日に発売。

## 概要
初回限定盤は3面デジパック+スーパーピクチャーレーベル仕様。メジャー・デビュー後に発売したシングル・ミニアルバム表題曲3曲を含む13曲を収録している。ちなみにリトル・バーリーのアルバム「ウィ・アー・リトル・バーリー」にジャケットが酷似している。

## 楽曲について
※シングル表題曲及び「ハナノユメ」に関してはリンク先を参照。
東京ハチミツオーケストラ
徳島から東京へ上京したとき、メンバーが感じた「東京」を描いた曲。
おとぎの国の君
サビが1回しか歌われない。メンバー曰く「チャットモンチーらしい曲」（公式ホームページにて）
プラズマ
DVDプレイヤーと恋愛をかけて歌った曲。
ひとりだけ
チャットモンチー結成初期から存在する曲で、ライブの時にかなり助けられたと語っている。（公式ホームページにて）

## 演奏
- 橋本絵莉子：ボーカル、ギター
- 福岡晃子：ベース、コーラス
- 高橋久美子：ドラムス、コーラス
  - カウベル (#3)
  - シェイカー (#3.5)
  - ベル (#7)
  - タンバリン (#10)
  - ピアノ (#12)

## 収録曲
- 全作曲：橋本絵莉子、全編曲：チャットモンチー

| #         | タイトル                       | 作詞       | 作曲・編曲 | 時間 |
| --------- | ------------------------------ | ---------- | ---------- | ---- |
| 1.        | 「東京ハチミツオーケストラ」   | 福岡晃子   |            | 3:06 |
| 2.        | 「さよならGood bye」           | 福岡晃子   |            | 3:09 |
| 3.        | 「ウィークエンドのまぼろし」   | 高橋久美子 |            | 3:33 |
| 4.        | 「ハナノユメ（ALBUM Mix）」    | 高橋久美子 |            | 3:35 |
| 5.        | 「どなる、でんわ、どしゃぶり」 | 橋本絵莉子 |            | 3:52 |
| 6.        | 「一等星になれなかった君へ」   | 高橋久美子 |            | 3:03 |
| 7.        | 「おとぎの国の君」             | 福岡晃子   |            | 3:55 |
| 8.        | 「恋の煙（ALBUM Mix）」        | 福岡晃子   |            | 3:18 |
| 9.        | 「恋愛スピリッツ」             | 橋本絵莉子 |            | 5:13 |
| 10.       | 「終わりなきBGM」              | 橋本絵莉子 |            | 3:25 |
| 11.       | 「プラズマ」                   | 福岡晃子   |            | 3:48 |
| 12.       | 「メッセージ」                 | 福岡晃子   |            | 5:13 |
| 13.       | 「ひとりだけ」                 | 橋本絵莉子 |            | 6:08 |
| 合計時間: | 合計時間:                      | 合計時間:  | 51:18      |      |

## Forever Edition
チャットモンチーのメジャー・デビュー10周年にあたり、フルアルバム5枚、ミニアルバム2枚の計7枚をリマスターした企画。Blu-spec CD2仕様で“Forever Edition”の第一弾として2015年11月11日に発売された。Disc1は各タイトルのリマスター盤。Disc2はリリース当時のライブ音源を収録している。リマスタリング作業は、フォスター・ザ・ピープルやパッション・ピット、日本では奥田民生を手掛けたグレッグ・カルビ (STERLING SOUND) が行った。初回仕様限定盤はブック型特殊パッケージ。第一弾全4タイトル購入者にはスペシャルボックスが応募でプレゼントされた。ブックレットには2006年と2015年のメンバーインタビュー、発売に際した2011年に脱退した元メンバーのドラマー高橋久美子の寄稿文、リリース当時の撮り下ろし写真が収録。

### Disc1
1. 東京ハチミツオーケストラ（3:06）
2. さよなら Good bye（3:09）
3. ウィークエンドのまぼろし（3:33）
4. ハナノユメ（ALBUM Mix）（3:36）
5. どなる、でんわ、どしゃぶり（3:52）
6. 一等星になれなかった君へ（3:03）
7. おとぎの国の君（3:55）
8. 恋の煙（ALBUM Mix）（3:17）
9. 恋愛スピリッツ（4:43）
10. 終わりなきBGM（3:26）
11. プラズマ（3:48）
12. メッセージ（5:13）
13. ひとりだけ（6:09）

### Disc2
- M1 2008年4月1日「チャットモンチーすごい2日間 in 日本武道館」
- M2・M4～6・M8～11 2007年7月7日「チャットモンチー日比谷野外音楽堂 七夕ライヴ～天まで響け!!～」
- M3 2007年4月12日「チャットモンチーは花よりAX」at SHIBUYA-AX
- M7 2006年7月2日「smoke on the ご当地'06 東ファイナル」at SHIBUYA CLUB QUATTRO
- M12 2006年6月30日「smoke on the ご当地'06 西ファイナル」at SHINSAIBASHI CLUB QUATTRO
- M13 2006年11月5日「耳鳴りツアーなり～2006 秋～」at 恵比寿LIQUIDROOM

1. 東京ハチミツオーケストラ（3:14）
2. さよなら Good bye（3:22）
3. ウィークエンドのまぼろし（3:46）
4. ハナノユメ（3:13）
5. どなる、でんわ、どしゃぶり（4:02）
6. 一等星になれなかった君へ（3:16）
7. おとぎの国の君（4:20）
8. 恋の煙（ALBUM Mix）（3:27）
9. 恋愛スピリッツ（4:53）
10. 終わりなきBGM（3:43）
11. プラズマ（3:51）
12. メッセージ（5:25）
13. ひとりだけ（6:36）

## レコ発ツアー
2006年10月4日から11月12日にかけて、全国16ヶ所を回る「耳鳴りツアーなり～2006秋～」を行った。
一部の会場ではゲストも呼ばれ、札幌・仙台ではつばき、金沢・新潟ではUNDER THE COUNTER、長崎・広島ではシュノーケル、岡山ではANATAKIKOU、新居浜・高松では藍坊主が呼ばれた。また、締めとなった徳島公演では、四星球がオープニングアクトとしてライブを行った。
ツアーの最初の頃は観客をどうやって楽しませればいいのか苦労し、ツアー中にいろいろと勉強になったという。
- 10月4日（水） - Club24 YOKOHAMA（横浜市中区）
- 10月7日（土） - COLONY（札幌市中央区）
- 10月9日（月） - MACANA（仙台市青葉区）
- 10月13日（金） - VANVAN V4（石川県金沢市）
- 10月15日（日） - 新潟 CLUB JUNK BOX（新潟市中央区）
- 10月19日（木） - DRUM Be-7（長崎県長崎市）
- 10月20日（金） - ジャンゴ（熊本県熊本市）
- 10月21日（土） - DRUM SON（福岡市中央区）
- 10月24日（火） - ナミキジャンクション（広島市中区）
- 10月25日（水） - ペパーランド（岡山県岡山市）
- 10月31日（火） - BIG CAT（大阪市中央区）
- 11月1日（水） - ell.FITS ALL（名古屋市中区）
- 11月4日（土） - LIQUIDROOM（東京都渋谷区）
- 11月5日（日） - LIQUIDROOM （東京都渋谷区）
- 11月8日（水） - ジャンドール（愛媛県新居浜市）
- 11月9日（木） - ダイム（香川県高松市）
- 11月12日（日） - JITTERBUG（徳島県徳島市）